# Kępa (powiat siedlecki)
Kępa – wieś w Polsce położona w województwie mazowieckim, w powiecie siedleckim, w gminie Kotuń. Ma status sołectwa. Leży nad rzeczką Świdnicą w pobliżu jej ujścia do Kostrzynia.
| SIMC    | Nazwa   | Rodzaj    |
| ------- | ------- | --------- |
| 0676677 | Zofinów | część wsi |

Wierni Kościoła rzymskokatolickiego należą do parafii św. Aleksego w Oleksinie.
W latach 1975–1998 miejscowość należała administracyjnie do województwa siedleckiego.